# Primer ministro de Tailandia
El primer ministro de Tailandia (en tailandés: นายกรัฐมนตรีแห่งราชอาณาจักรไทย) es el jefe de gobierno de Tailandia. El primer ministro es también el presidente del gabinete de Tailandia. El puesto existe desde la Revolución siamés de 1932, cuando el país se convirtió en una monarquía constitucional.

## Historia
La oficina del "Presidente del Comité Popular" (ประธานคณะกรรมการราษฎร), luego cambió a "Primer Ministro de Siam" (นายกรัฐมนตรีสยาม), fue creado por primera vez en la Constitución temporal de 1932.  La oficina fue modelada según el primer ministro del Reino Unido, cuando Siam se convirtió en una democracia parlamentaria en 1932 después de una revolución siamesa del mismo año.  Sin embargo, la idea de un jefe de gobierno independiente en Tailandia no es nueva.
Antes de 1932, Tailandia estaba gobernada por monarcas absolutos, que actuaban como jefe de Estado y como Gobierno.  Sin embargo, durante los reinados medios y finales de la dinastía Chakri, se percibía que varios individuos ocupaban un puesto equivalente a un jefe de gobierno.  Durante el reinado de Rey Mongkut, Somdet Chao Phraya Si Suriyawongse tuvo un papel muy importante en un sistema que de otro modo sería absolutista.  Durante el reinado del Rey Chulalongkorn, el Príncipe Damrong Rajanubhab asumió este papel.  De hecho, el cargo más considerado precursor del de primer ministro era el antiguo cargo de Samuha Nayok (สมุหนายก), que estaba dirigido por un Akkhra Maha Senabodi (อัครมหาเสนาบดี) o "primer ministro en  encargado de los asuntos civiles".
El primer primer ministro de Siam fue Phraya Manopakorn Nititada, un juez.  El título de la oficina se cambió de "Primer Ministro de Siam" a "Primer Ministro de Tailandia" en 1945 y luego de forma permanente con el cambio de nombre de Siam a Tailandia en 1949. Durante la mayor parte de su existencia,  la oficina ha sido ocupada por líderes del Ejército real tailandés;  dieciséis de treinta.  El dominio militar comenzó con el segundo primer ministro del país, Phot Phahonyothin, quien derrocó a su predecesor civil en un golpe de Estado siamés de 1933 en 1933. El primer ministro con más años de servicio fue Mariscal de campo Plaek Pibulsonggram a los 14 años, 11 meses y 18 días.  El más corto fue Thawi Bunyaket con sólo 18 días. Nueve fueron destituidos por golpes de Estado, tres fueron descalificados por orden judicial y once dimitieron de sus cargos.  .  El más joven en ocupar un cargo fue M.R. Seni Pramoj, a los 40 años.  Tailandia recibió a su primera primera ministra, Yingluck Shinawatra, en 2011. Todos los primeros ministros desde Manopakorn Nititada han sido budistas.
La constitución actual de 2017 establece que el primer ministro ocupará el cargo por no más de ocho años, de forma consecutiva o no.  El límite del mandato fue objeto de impugnación legal en 2022 después de que hubo debates sobre cómo contar el mandato. La Corte Constitucional dictaminó por 6 a 3 que el mandato se contaría a partir de la promulgación de la constitución de 2017, de modo que a Prayut Chan-o-cha se le permitió continuar como primer ministro a pesar de haber ocupado el cargo desde el golpe de 2014.

## Nombramiento
El primer ministro del Reino de Tailandia debe ser miembro de la Cámara de Representantes. Por lo tanto, las calificaciones para el cargo de primer ministro son las mismas que las de la membresía en la Cámara.
Antes del Golpe de Estado de 2014, para ser nombrado, el candidato para el cargo debe tener el apoyo de una quinta parte de los miembros de la Cámara de Representantes.  Luego, después de una mayoría simple de votos en la cámara, se aprobará una resolución y se presentará al rey, quien luego hará un nombramiento formal dando su consentimiento real a la resolución.  Esto deberá tener lugar dentro de los treinta días siguientes al inicio de la primera sesión de la Cámara de Representantes después de una elección.  Si no se puede encontrar ningún candidato dentro de este período de tiempo, entonces es deber del presidente de la Asamblea Nacional de Tailandia presentar el nombre que se considere más digno para que el rey lo formalice.
El candidato y eventual primer ministro es siempre el líder del partido político más grande en la cámara baja o el líder de la coalición mayoritaria formada después de una elección.
Bajo la junta, hasta 2019, el candidato para el cargo fue seleccionado por la Asamblea Legislativa Nacional, habiendo sido abolida la Cámara de Representantes.  Según la constitución escrita por la junta, el primer ministro es actualmente designado por la Asamblea Nacional en pleno, incluido el Senado designado por los militares.

## Funciones
El primer ministro es el presidente de facto del Gabinete de Tailandia. El nombramiento y destitución de ministros sólo puede realizarse con su asesoramiento. Como líder del gobierno, el primer ministro es, por lo tanto, responsable en última instancia de los fallos y el desempeño de sus ministros y del gobierno en su conjunto. El primer ministro no puede ejercer su cargo durante un período consecutivo superior a ocho años. Como miembro más visible del gobierno, el primer ministro representa al país en el extranjero y es el principal portavoz del gobierno en casa. El primer ministro debe, según la constitución, encabezar el gabinete al anunciar la declaración de política del gobierno frente a una sesión conjunta de la Asamblea Nacional, dentro de los quince días posteriores a su juramento.
El primer ministro también es directamente responsable de muchos departamentos. Estos incluyen la Agencia Nacional de Inteligencia, la Oficina de Presupuesto, la Oficina del Consejo de Seguridad Nacional, la Oficina del Consejo de Estado, la Oficina de la Comisión de Servicio Civil, la Oficina del Consejo Nacional de Desarrollo Económico y Social, la Oficina de la Comisión de Desarrollo del Sector Público y el Comando de Operaciones de Seguridad Interna. Legislativamente, todos los proyectos de ley sobre dinero presentados en la Asamblea Nacional deben requerir la aprobación del primer ministro.
El primer ministro puede ser destituido mediante un voto de censura. Este proceso puede iniciarse, en primer lugar, con el voto de sólo una quinta parte de los miembros de la Cámara de Representantes para debatir el asunto. Luego, tras el debate, se realiza una votación y, por mayoría simple, se puede destituir al primer ministro. Este proceso no puede repetirse dentro de una sesión parlamentaria.

## Lista de primeros ministros
| N.º  | Primer ministro              | Primer ministro                               | Período                                 | Período                  | Partido                        | Partido                  | Gobierno                        | Elección                                           | Monarca (Reinante)                           |
| N.º  | Imagen                       | Nombre (Nacimiento–Muerte)                    | Inicio                                  | Final                    | Partido                        | Partido                  | Gobierno                        | Elección                                           | Monarca (Reinante)                           |
| ---- | ---------------------------- | --------------------------------------------- | --------------------------------------- | ------------------------ | ------------------------------ | ------------------------ | ------------------------------- | -------------------------------------------------- | -------------------------------------------- |
| 1    |                              | Phraya Manopakorn Nititada (1884–1948)        | 28 de junio de 1932                     | 20 de junio de 1933      |                                | Independiente            | 1. Manopakorn I                 | —                                                  | Prajadhipok (1925–1935)                      |
| 1    | 2. Manopakorn II             | Phraya Manopakorn Nititada (1884–1948)        | 28 de junio de 1932                     | 20 de junio de 1933      |                                | Independiente            |                                 | —                                                  | Prajadhipok (1925–1935)                      |
| 1    | 3. Manopakorn III            | Phraya Manopakorn Nititada (1884–1948)        | 28 de junio de 1932                     | 20 de junio de 1933      |                                | Independiente            |                                 | —                                                  | Prajadhipok (1925–1935)                      |
| 2    |                              | Phraya Phahonphonphayuhasena (1887–1947)      | 21 de junio de 1933                     | 16 de diciembre de 1938  |                                | Khana Ratsadon           | 4. Phahonyothin I               | —                                                  | Prajadhipok (1925–1935)                      |
| 2    | 5. Phahonyothin II           | Phraya Phahonphonphayuhasena (1887–1947)      | 21 de junio de 1933                     | 16 de diciembre de 1938  | 1933                           | Khana Ratsadon           |                                 |                                                    | Prajadhipok (1925–1935)                      |
| 2    | 6. Phahonyothin III          | Phraya Phahonphonphayuhasena (1887–1947)      | 21 de junio de 1933                     | 16 de diciembre de 1938  | —                              | Khana Ratsadon           | Ananda Mahidol (1935–1946)      |                                                    |                                              |
| 2    | 7. Phahonyothin IV           | Phraya Phahonphonphayuhasena (1887–1947)      | 21 de junio de 1933                     | 16 de diciembre de 1938  | 1937                           | Khana Ratsadon           | Ananda Mahidol (1935–1946)      |                                                    |                                              |
| 2    | 8. Phahonyothin V            | Phraya Phahonphonphayuhasena (1887–1947)      | 21 de junio de 1933                     | 16 de diciembre de 1938  | —                              | Khana Ratsadon           | Ananda Mahidol (1935–1946)      |                                                    |                                              |
| 3    |                              | Plaek Pibulsonggram (1897–1964)               | 16 de diciembre de 1938                 | 1 de agosto de 1944      |                                | Khana Ratsadon           | Ananda Mahidol (1935–1946)      | 9. Plaek I                                         | 1938                                         |
| 3    | 10. Plaek II                 | Plaek Pibulsonggram (1897–1964)               | 16 de diciembre de 1938                 | 1 de agosto de 1944      | —                              | Khana Ratsadon           | Ananda Mahidol (1935–1946)      |                                                    |                                              |
| 4    |                              | Khuang Aphaiwong (1902–1968)                  | 1 de agosto de 1944                     | 31 de agosto de 1945     | —                              |                          | Ananda Mahidol (1935–1946)      | Independiente                                      | 11. Khuang I                                 |
| 5    |                              | Thawi Bunyaket (1904–1971)                    | 31 de agosto de 1945                    | 17 de septiembre de 1945 | —                              |                          | Ananda Mahidol (1935–1946)      | Tailandia Libre                                    | 12. Tawee I                                  |
| 6    |                              | Seni Pramoj (1905–1997)                       | 17 de septiembre de 1945                | 31 de enero de 1946      | —                              |                          | Ananda Mahidol (1935–1946)      | Tailandia Libre                                    | 13. Seni I                                   |
| (4)  |                              | Khuang Aphaiwong (1902–1968)                  | 31 de enero de 1946                     | 24 de marzo de 1946      |                                | Independiente            | Ananda Mahidol (1935–1946)      | 14. Khuang II                                      | 1946                                         |
| 7    |                              | Pridi Banomyong (1900–1983)                   | 24 de marzo de 1946                     | 23 de agosto de 1946     |                                | Tailandia Libre          | Ananda Mahidol (1935–1946)      | 15. Pridi I                                        | —                                            |
| 7    | 16. Pridi II                 | Pridi Banomyong (1900–1983)                   | 24 de marzo de 1946                     | 23 de agosto de 1946     | Bhumibol Adulyadej (1946–2016) | Tailandia Libre          |                                 |                                                    | —                                            |
| 8    |                              | Thawan Thamrongnawasawat (1901–1988)          | 23 de agosto de 1946                    | 8 de noviembre de 1947   | Bhumibol Adulyadej (1946–2016) |                          | Frente Constitucional           | 17. Thawan I                                       | 1946                                         |
| 8    | 18. Thawan II                | Thawan Thamrongnawasawat (1901–1988)          | 23 de agosto de 1946                    | 8 de noviembre de 1947   | Bhumibol Adulyadej (1946–2016) | —                        | Frente Constitucional           |                                                    |                                              |
| —    |                              | Phin Choonhavan (1891–1973)                   | 8 de noviembre de 1947                  | 10 de noviembre de 1947  | Bhumibol Adulyadej (1946–2016) | —                        |                                 | Militar                                            | Golpe de Estado (interino)                   |
| (4)  |                              | Khuang Aphaiwong (1902–1968)                  | 10 de noviembre de 1947                 | 8 de abril de 1948       | Bhumibol Adulyadej (1946–2016) | —                        |                                 | Demócrata                                          | 19. Khuang III                               |
| (4)  | 20. Khuang IV                | Khuang Aphaiwong (1902–1968)                  | 10 de noviembre de 1947                 | 8 de abril de 1948       | Bhumibol Adulyadej (1946–2016) | 1948                     |                                 | Demócrata                                          |                                              |
| (3)  |                              | Plaek Pibulsonggram (1897–1964)               | 8 de abril de 1948                      | 16 de septiembre de 1957 | Bhumibol Adulyadej (1946–2016) |                          | Khana Ratsadon                  | 21. Plaek III                                      | —                                            |
| (3)  | 22. Plaek IV                 | Plaek Pibulsonggram (1897–1964)               | 8 de abril de 1948                      | 16 de septiembre de 1957 | Bhumibol Adulyadej (1946–2016) | 1949                     | Khana Ratsadon                  |                                                    |                                              |
| (3)  | 23. Plaek V                  | Plaek Pibulsonggram (1897–1964)               | 8 de abril de 1948                      | 16 de septiembre de 1957 | Bhumibol Adulyadej (1946–2016) | —                        | Khana Ratsadon                  |                                                    |                                              |
| (3)  | 24. Plaek VI                 | Plaek Pibulsonggram (1897–1964)               | 8 de abril de 1948                      | 16 de septiembre de 1957 | Bhumibol Adulyadej (1946–2016) | —                        | Khana Ratsadon                  |                                                    |                                              |
| (3)  | 25. Plaek VII                | Plaek Pibulsonggram (1897–1964)               | 8 de abril de 1948                      | 16 de septiembre de 1957 | Bhumibol Adulyadej (1946–2016) | 1952                     | Khana Ratsadon                  |                                                    |                                              |
| (3)  | Seri Manangkhasila           | Plaek Pibulsonggram (1897–1964)               | 8 de abril de 1948                      | 16 de septiembre de 1957 | Bhumibol Adulyadej (1946–2016) | 26. Plaek VIII           | 1957                            |                                                    |                                              |
| —    |                              | Sarit Thanarat (1908–1963)                    | 16 de septiembre de 1957                | 21 de septiembre de 1957 | Bhumibol Adulyadej (1946–2016) |                          | Militar                         | Golpe de Estado (interino)                         | —                                            |
| 9    |                              | Pote Sarasin (1905–2000)                      | 21 de septiembre de 1957                | 1 de enero de 1958       | Bhumibol Adulyadej (1946–2016) |                          | Independiente                   | 27. Pote                                           | —                                            |
| 10   |                              | Thanom Kittikachorn (1911–2004)               | 1 de enero de 1958                      | 20 de octubre de 1958    | Bhumibol Adulyadej (1946–2016) |                          | Nación Tailandesa               | 28. Thanom I                                       | 1957                                         |
| 11   |                              | Sarit Thanarat (1908–1963)                    | 20 de octubre de 1958                   | 8 de diciembre de 1963   | Bhumibol Adulyadej (1946–2016) |                          | Militar                         | Grupo Revolucionario (interino)                    | —                                            |
| 11   | Militar                      | Sarit Thanarat (1908–1963)                    | 20 de octubre de 1958                   | 8 de diciembre de 1963   | Bhumibol Adulyadej (1946–2016) | 29. Sarit I              |                                 |                                                    | —                                            |
| (10) |                              | Thanom Kittikachorn (1911–2004)               | 9 de diciembre de 1963                  | 14 de octubre de 1973    | Bhumibol Adulyadej (1946–2016) |                          | Militar                         | 30. Thanom II                                      | —                                            |
| (10) |                              | Thanom Kittikachorn (1911–2004)               | 9 de diciembre de 1963                  | 14 de octubre de 1973    | Bhumibol Adulyadej (1946–2016) | Nación Tailandesa        | 31. Thanom III                  | 1969                                               |                                              |
| (10) |                              | Thanom Kittikachorn (1911–2004)               | 9 de diciembre de 1963                  | 14 de octubre de 1973    | Bhumibol Adulyadej (1946–2016) | Militar                  | Grupo Revolucionario (interino) | —                                                  |                                              |
| (10) | 32. Thanom IV                | Thanom Kittikachorn (1911–2004)               | 9 de diciembre de 1963                  | 14 de octubre de 1973    | Bhumibol Adulyadej (1946–2016) | Militar                  |                                 | —                                                  |                                              |
| 12   |                              | Sanya Dharmasakti (1907–2002)                 | 14 de octubre de 1973                   | 15 de febrero de 1975    | Bhumibol Adulyadej (1946–2016) |                          | Independiente                   | —                                                  | 33. Sanya I                                  |
| 12   | 34. Sanya II                 | Sanya Dharmasakti (1907–2002)                 | 14 de octubre de 1973                   | 15 de febrero de 1975    | Bhumibol Adulyadej (1946–2016) |                          | Independiente                   | —                                                  |                                              |
| (6)  |                              | Seni Pramoj (1905–1997)                       | 15 de febrero de 1975                   | 14 de marzo de 1975      | Bhumibol Adulyadej (1946–2016) |                          | Demócrata                       | 35. Seni II                                        | 1975                                         |
| 13   |                              | Kukrit Pramoj (1911–1995)                     | 14 de marzo de 1975                     | 20 de abril de 1976      | Bhumibol Adulyadej (1946–2016) |                          | Partido de Acción Social        | 36. Kukrit                                         | —                                            |
| (6)  |                              | Seni Pramoj (1905–1997)                       | 20 de abril de 1976                     | 6 de octubre de 1976     | Bhumibol Adulyadej (1946–2016) |                          | Demócrata                       | 37. Seni III                                       | 1976                                         |
| (6)  | 38. Seni IV                  | Seni Pramoj (1905–1997)                       | 20 de abril de 1976                     | 6 de octubre de 1976     | Bhumibol Adulyadej (1946–2016) | —                        | Demócrata                       |                                                    |                                              |
| —    |                              | Sangad Chaloryu (1915–1980)                   | 6 de octubre de 1976                    | 8 de octubre de 1976     | Bhumibol Adulyadej (1946–2016) | —                        |                                 | Militar                                            | Concejo de Reforma Administrativa (interino) |
| 14   |                              | Tanin Kraivixien (1927–2025)                  | 8 de octubre de 1976                    | 20 de octubre de 1977    | Bhumibol Adulyadej (1946–2016) | —                        |                                 | Independiente                                      | 39. Thanin                                   |
| —    |                              | Sangad Chaloryu (1915–1980)                   | 20 de octubre de 1977                   | 10 de noviembre de 1977  | Bhumibol Adulyadej (1946–2016) | —                        |                                 | Militar                                            | Grupo Revolucionario (interino)              |
| 15   |                              | Kriangsak Chamanan (1917–2003)                | 11 de noviembre de 1977                 | 3 de marzo de 1980       | Bhumibol Adulyadej (1946–2016) | —                        |                                 | Militar                                            | 40. Kriangsak I                              |
| 15   |                              | Kriangsak Chamanan (1917–2003)                | 11 de noviembre de 1977                 | 3 de marzo de 1980       | Bhumibol Adulyadej (1946–2016) | Democracia de la Nación  | 41. Kriangsak II                | 1979                                               |                                              |
| 16   |                              | Prem Tinsulanonda (1920–2019)                 | 3 de marzo de 1980                      | 4 de agosto de 1988      | Bhumibol Adulyadej (1946–2016) |                          | Militar                         | 42. Prem I                                         | —                                            |
| 16   | 43. Prem II                  | Prem Tinsulanonda (1920–2019)                 | 3 de marzo de 1980                      | 4 de agosto de 1988      | Bhumibol Adulyadej (1946–2016) | 1983                     | Militar                         |                                                    |                                              |
| 16   | 44. Prem III                 | Prem Tinsulanonda (1920–2019)                 | 3 de marzo de 1980                      | 4 de agosto de 1988      | Bhumibol Adulyadej (1946–2016) | 1986                     | Militar                         |                                                    |                                              |
| 17   |                              | Chatichai Choonhavan (1922–1998)              | 4 de agosto de 1988                     | 23 de febrero de 1991    | Bhumibol Adulyadej (1946–2016) |                          | Nación Tailandesa               | 45. Chatchai I                                     | 1988                                         |
| 17   | 46. Chatchai II              | Chatichai Choonhavan (1922–1998)              | 4 de agosto de 1988                     | 23 de febrero de 1991    | Bhumibol Adulyadej (1946–2016) | —                        | Nación Tailandesa               |                                                    |                                              |
| —    |                              | Sunthorn Kongsompong (1931–1999)              | 24 de febrero de 1991                   | 2 de marzo de 1991       | Bhumibol Adulyadej (1946–2016) | —                        |                                 | Militar                                            | Concejo Nacional para la Paz (interino)      |
| 18   |                              | Anand Panyarachun (1932–)                     | 2 de marzo de 1991                      | 7 de abril de 1992       | Bhumibol Adulyadej (1946–2016) | —                        |                                 | Independiente                                      | 47. Anand I                                  |
| 19   |                              | Suchinda Kraprayoon (1933–)                   | 7 de abril de 1992                      | 10 de junio de 1992      | Bhumibol Adulyadej (1946–2016) |                          | Independiente                   | 48. Suchinda                                       | 1992                                         |
| —    |                              | Meechai Ruchuphan (1938–) Interino            | 24 de mayo de 1992                      | 10 de junio de 1992      | Bhumibol Adulyadej (1946–2016) |                          | Independiente                   | 48. Suchinda                                       | —                                            |
| (18) |                              | Anand Panyarachun (1932–)                     | 10 de junio de 1992                     | 23 de septiembre de 1992 | Bhumibol Adulyadej (1946–2016) |                          | Independiente                   | 49. Anand II                                       | —                                            |
| 20   |                              | Chuan Leekpai (1938–)                         | 23 de septiembre de 1992                | 13 de julio de 1995      | Bhumibol Adulyadej (1946–2016) |                          | Demócrata                       | 50. Chuan I                                        | 1992                                         |
| 21   |                              | Banharn Silpa-archa (1932–2016)               | 13 de julio de 1995                     | 25 de noviembre de 1996  | Bhumibol Adulyadej (1946–2016) |                          | Nación Tailandesa               | 51. Banharn                                        | 1995                                         |
| 22   |                              | Chavalit Yongchaiyudh (1932–)                 | 25 de noviembre de 1996                 | 9 de noviembre de 1997   | Bhumibol Adulyadej (1946–2016) |                          | Nueva Aspiración                | 52. Chavalit                                       | 1996                                         |
| (20) |                              | Chuan Leekpai (1938–)                         | 9 de noviembre de 1997                  | 9 de febrero de 2001     | Bhumibol Adulyadej (1946–2016) |                          | Demócrata                       | 53. Chuan II                                       | —                                            |
| 23   |                              | Thaksin Shinawatra (1949–)                    | 9 de febrero de 2001                    | 5 de abril de 2006       | Bhumibol Adulyadej (1946–2016) |                          | Thai Rak Thai                   | 54. Thaksin I                                      | 2001                                         |
| 23   | 55. Thaksin II               | Thaksin Shinawatra (1949–)                    | 9 de febrero de 2001                    | 5 de abril de 2006       | Bhumibol Adulyadej (1946–2016) | 2005                     | Thai Rak Thai                   |                                                    |                                              |
| —    | 55. Thaksin II               |                                               | Chitchai Wannasathit (1949–) Interino   | 5 de abril de 2006       | Bhumibol Adulyadej (1946–2016) | 23 de mayo de 2006       |                                 | Thai Rak Thai                                      | —                                            |
| (23) | 55. Thaksin II               |                                               | Thaksin Shinawatra (1949–) En funciones | 23 de mayo de 2006       | Bhumibol Adulyadej (1946–2016) | 19 de septiembre de 2006 |                                 | Thai Rak Thai                                      | —                                            |
| —    |                              | Sonthi Boonyaratglin (1946–)                  | 19 de septiembre de 2006                | 1 de octubre de 2006     | Bhumibol Adulyadej (1946–2016) |                          | Militar                         | Concejo de Seguridad Nacional (interino)           | —                                            |
| 24   |                              | Surayud Chulanont (1943–)                     | 1 de octubre de 2006                    | 29 de enero de 2008      | Bhumibol Adulyadej (1946–2016) |                          | Independiente                   | 56. Surayud                                        | —                                            |
| 25   |                              | Samak Sundaravej (1935–2009)                  | 29 de enero de 2008                     | 8 de septiembre de 2008  | Bhumibol Adulyadej (1946–2016) |                          | Partido del Poder del Pueblo    | 57. Samak                                          | 2007                                         |
| 26   |                              | Somchai Wongsawat (1947–)                     | 8 de septiembre de 2008                 | 2 de diciembre de 2008   | Bhumibol Adulyadej (1946–2016) |                          | Partido del Poder del Pueblo    | 57. Samak                                          | —                                            |
| 26   | Partido del Poder del Pueblo | Somchai Wongsawat (1947–)                     | 8 de septiembre de 2008                 | 2 de diciembre de 2008   | Bhumibol Adulyadej (1946–2016) | 58. Somchai              |                                 |                                                    | —                                            |
| —    |                              | Chaovarat Chanweerakul (1936–) Interino       | 2 de diciembre de 2008                  | 15 de diciembre de 2008  | Bhumibol Adulyadej (1946–2016) | 58. Somchai              |                                 | Independiente                                      | —                                            |
| 27   |                              | Abhisit Vejjajiva (1964–)                     | 17 de diciembre de 2008                 | 5 de agosto de 2011      | Bhumibol Adulyadej (1946–2016) |                          | Demócrata                       | 59. Abhisit                                        | —                                            |
| 28   |                              | Yingluck Shinawatra (1967–)                   | 5 de agosto de 2011                     | 7 de mayo de 2014        | Bhumibol Adulyadej (1946–2016) |                          | Puea Thai                       | 60. Yingluck                                       | 2011                                         |
| —    |                              | Niwatthamrong Boonsongpaisan (1948–) Interino | 7 de mayo de 2014                       | 22 de mayo de 2014       | Bhumibol Adulyadej (1946–2016) |                          | Puea Thai                       | 60. Yingluck                                       | —                                            |
| 29   |                              | Prayut Chan-o-cha (1954–)                     | 22 de mayo de 2014                      | 23 de agosto de 2023     | Bhumibol Adulyadej (1946–2016) |                          | Militar                         | Consejo Nacional para la Paz y el Orden (interino) | —                                            |
| 29   | 61. Prayut                   | Prayut Chan-o-cha (1954–)                     | 22 de mayo de 2014                      | 23 de agosto de 2023     | Maha Vajiralongkorn            |                          | Militar                         |                                                    | —                                            |
| 29   |                              | Prayut Chan-o-cha (1954–)                     | 22 de mayo de 2014                      | 23 de agosto de 2023     | Maha Vajiralongkorn            | Palang Pracharat         | 62. Prayut II                   | 2019                                               |                                              |
| 30   |                              | Srettha Thavisin (1963–)                      | 23 de agosto de 2023                    | 14 de agosto de 2024     | Maha Vajiralongkorn            |                          | Puea Thai                       | 63. Thavisin                                       | 2023                                         |
| —    |                              | Phumtham Wechayachai (1953–) Interino         | 14 de agosto de 2024                    | 18 de agosto de 2024     | Maha Vajiralongkorn            |                          | Puea Thai                       | 63. Thavisin                                       | 2023                                         |
| 31   |                              | Paethongtarn Shinawatra (1986–)               | 18 de agosto de 2024                    | Presente                 | Maha Vajiralongkorn            |                          | Puea Thai                       | 64. Shinawatra                                     | 2023                                         |